# Serra de l'Ataix
La Serra de l'Ataix és una serra situada entre els municipis de Castellví de Rosanes i de Martorell a la comarca del Baix Llobregat, amb una elevació màxima de 271 metres.

## Incendis
El 21 de juliol de 2005, a les 16:35, es va declarar un incendi que va cremar 51 hectàrees. Es va iniciar en una zona propera al kilómetre 3 de la carretera local C-243b, en el municipi de Castellví de Rosanes. Les flames es van desplaçar en direcció noroest.

El 13 de juliol de 2021, a les 16:12, es va declarar un incendi que va cremar gairebé 200 hectàrees.